# Harlekijn (Cézanne)

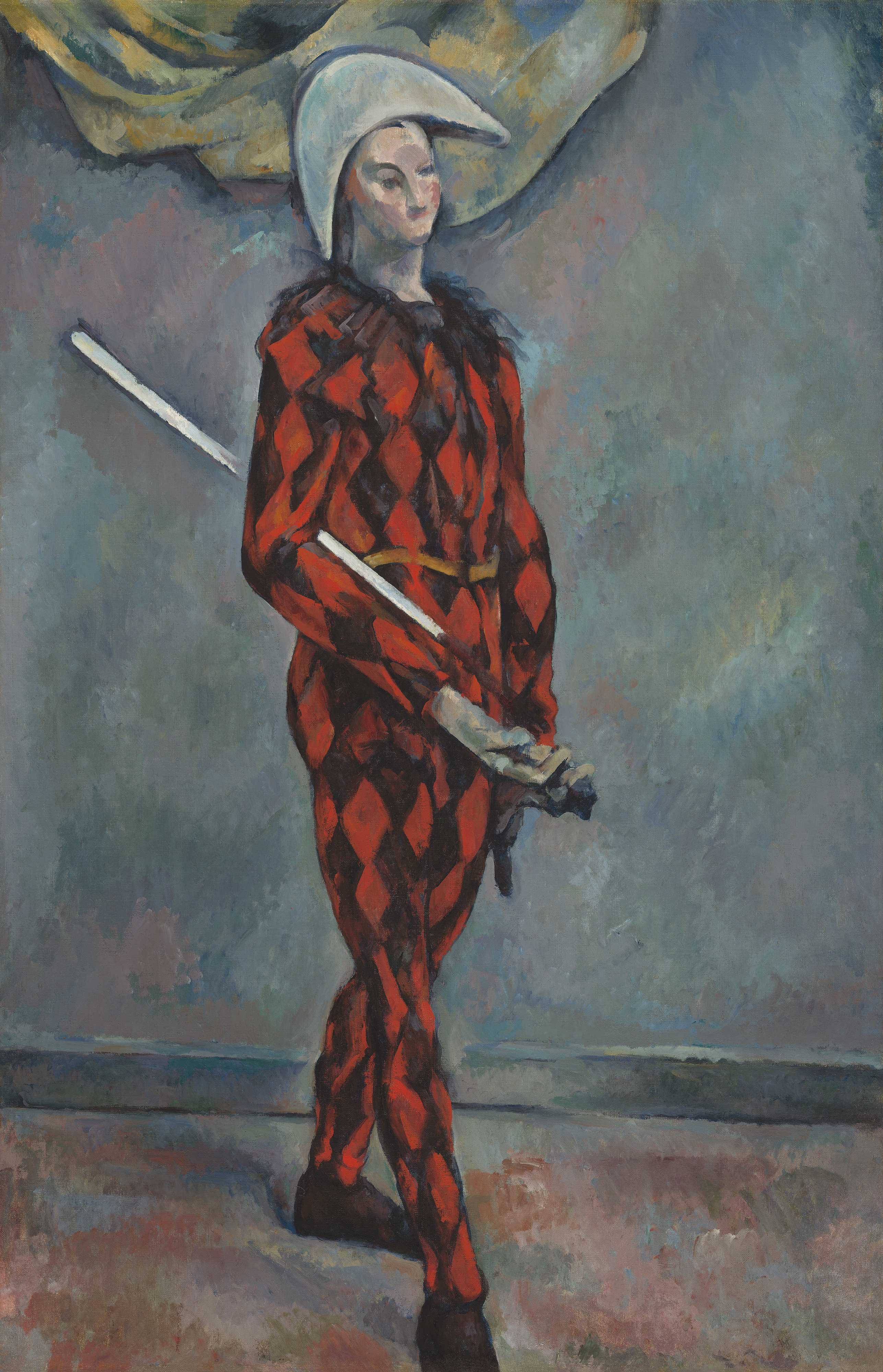
Harlekijn

Harlekijn is een schilderij van de Franse kunstschilder Paul Cézanne. Het werk toont een Harlekijn in een rood/zwart geruit pak.
Hij schilderde het werk tussen 1888 en 1890. Het werk is uitgevoerd in olieverf op doek en meet 101 x 65 cm. Het hangt in het National Gallery of Art in Washington D.C. in de Verenigde Staten.
Cézanne ontleende het thema van de harlekijn aan de commedia dell'arte. Hij gebruikte het nog in vijf andere werken, maar deze versie heeft het grootste formaat. Voor het schilderen van deze harlekijn liet hij zijn zoon Paul poseren. Opvallend is de niet-expressieve weergave van het gezicht. Het lijkt bijna of de figuur een masker draagt, dat overloopt in de halvemaanshoed op zijn hoofd.